# Крид: Наследие Рокки
Запросы «Рокки 7» и «Рокки VII» перенаправляются сюда.
«Крид: Наследие Рокки» (амер. Creed) — американский спортивный драматический фильм с Майклом Б. Джорданом и Сильвестром Сталлоне в главных ролях, являющийся седьмым во франшизе «Рокки». Сюжет представляет собой одновременно продолжение шестого фильма о боксёре Рокки Бальбоа и начало побочной серии, рассказывающей историю нового персонажа — Адониса Крида, ученика Рокки и сына Аполло Крида. Помимо Джордана и Сталлоне, в фильме также снялись Тесса Томпсон, Филисия Рашад, Тони Беллью, Грэм Мактавиш и другие актёры. Производство осуществлялось и контролировалось основными продюсерами Ирвином Уинклером, Робертом Чартоффом, Чарльзом Уинклером, Уильямом Чартоффом, Дэвидом Уинклером, Кевином Кингом Темплтоном, Сильвестром Сталлоне, а также компаниями Metro-Goldwyn-Mayer Pictures и Warner Bros. Pictures совместно с New Line Cinema и Chartoff Winkler Production.
В качестве автора идеи и режиссёра картины выступил начинающий постановщик и давний поклонник серии фильмов «Рокки» Райан Куглер, единственной полнометражной работой которого до этого была независимая биографическая драма «Станция „Фрутвейл“» — его первая совместная картина с Майклом Б. Джорданом, которая увенчалась успехом в прокате и получила ряд значимых наград и номинаций, что послужило поводом для назначения Куглера на должность режиссёра седьмого фильма с участием Рокки Бальбоа. Над сценарной адаптацией своего сюжета Куглер работал в сотрудничестве с Аароном Ковингтоном, а также Сильвестром Сталлоне, который, являясь автором шести предыдущих фильмов, участвовал в доработке и корректировке сценария седьмой ленты, а также написал каждую сцену и диалог с участием Рокки Бальбоа в фильме.
Съёмочный период фильма начался в январе 2015 года и проходил на протяжении более двух месяцев в Филадельфии, США. Выход в кинотеатральный прокат в США состоялся 25 ноября 2015 года при поддержке Warner Bros. Pictures, а в России картина была выпущена на киноэкраны компанией «Каро Премьер» 14 января 2016 года. Помимо коммерческого успеха, седьмой фильм был крайне положительно принят мировыми критиками, назвавшими его одним из главных претендентов на основные номинации премии «Оскар», трёхкратным лауреатом которой в 1976 году стала первая картина. За свою актёрскую работу Сильвестр Сталлоне удостоился большого количества престижных наград, в том числе премий «Золотой глобус» и «Выбор критиков», а также номинации на премию «Оскар», ставшей для него третьей в карьере.
Успех фильма послужил причиной создания продолжения — «Крид 2», срежиссированного Стивеном Кейплом-младшим по сценарию Юэля Тейлора и Сталлоне. Вышедшее 21 ноября 2018 года в кинопрокат США, оно сконцентрировано на событиях фильма «Рокки 4» и возвращает на экраны Дольфа Лундгрена, Бригитту Нильсен и Майло Вентимилью в ролях Ивана Драго, Людмилы Драго и Роберта Бальбоа соответственно.

## Сюжет
В 1998 году Мэри Энн, вдова экс-чемпиона мира в супертяжёлом весе Аполло Крида, находит в одном из  детских домов Лос-Анджелеса внебрачного сына Аполло, Адониса, и решает приютить его.
17 лет спустя Адонис (Донни) живёт с Мэри Энн в достатке в особняке своего покойного отца, работает в финансовой компании и даже получает повышение. Тем не менее, Донни не испытывает интереса к работе и мечтает стать профессиональным боксёром, каким когда-то был его отец. Желая полностью посвятить себя боксу, Донни уходит с перспективной работы и решает поступить в Академию бокса, управляемую Тони «Малышом Дюком» Эверсом, отец которого тренировал Аполло. Однако Эверс категорически отказывает Адонису, считая несерьёзными его 15 боёв на любительском ринге в Тихуане и десять побед нокаутом. Взбешённый Адонис вызывает на бой боксёров академии, легко одерживая верх над первым из них — Кевином Гриром (топ №6). Следующим на ринг поднимается Дэнни Уилер (топ №2) и играючи отправляет зачинщика в нокаут. Мэри Энн решительно выступает против намерения Донни пойти по стопам отца, напоминая ему, как Аполло погиб на ринге в бою с Иваном Драго за тридцать лет до этого. Вопреки мнению Мэрри Энн, Донни отправляется в Филадельфию в надежде тренироваться у старого друга и соперника своего отца, экс-чемпиона в супертяжёлом весе Рокки Бальбоа.
Донни приходит в ресторан Рокки, который тот назвал в честь своей покойной жены, и просит Бальбоа стать его тренером. Рокки не желает возвращаться в бокс, но всё же соглашается тренировать Адониса. Донни тренируется в спортзале «Фронт-Стрит» с несколькими давними друзьями Рокки, а в свободное время завязывает романтические отношения со своей соседкой Бьянкой, которая работает певицей, несмотря на грозящую ей потерю слуха.
Адонис, теперь известный как «Донни Голливуд», одерживает победу над восходящей звездой Лео Спорино, после чего в прессу просачивается информация о том, что Адонис — сын Аполло Крида. Рокки получает звонок от менеджера непобедимого чемпиона мира в полутяжёлом весе Рики Конлана (топ №1), который ожидает суда и тюремного заключения из-за того, что нанёс увечья своему будущему сопернику на пресс-конференции. Менеджер предлагает Донни участвовать в последнем бою Конлана при условии, что он изменит своё имя на Адонис Крид. Донни сначала отказывается, желая прославиться под своим именем, но в итоге всё же соглашается.
На очередной тренировке Рокки неожиданно становится плохо. Врачи находят у него лимфому, однако у Бальбоа ещё есть значительные шансы на излечение в случае прохождения химиотерапии. Несмотря на заверения врача, Рокки не желает лечиться, помня, что  химиотерапия не спасла Адриану от рака. Адонис призывает Рокки всё же начать лечение.
Адонис и его команда отправляются в Ливерпуль, родной город Конлана. На пресс-конференции неукротимый Конлан оскорбляет Донни, присутствующие разнимают соперников. Бойцы выходят на ринг стадиона «Гудисон Парк», возникает множество параллелей между предстоящим схваткой и первым боем Аполло и Рокки. Перед боем Мэри Энн вручает Донни трусы в цветах американского флага, похожие на те, что были у Аполло. Ко всеобщему удивлению, Донни оказывает достойный отпор Конлану. Конлан отправляет Донни в тяжёлый нокдаун, но он поднимается и за несколько секунд до финала боя отправляет Конлана на канвас, первый раз в его карьере. Донни проигрывает Конлану раздельным решением (точно так же, как Аполло сохранил свой титул по раздельному решению). Тем не менее, Донни завоевал уважение Конлана и зрителей. Покидая ринг, Конлан говорит Донни, что он — будущее полутяжёлого веса. Рокки, вдохновлённый успехом Адониса, решает бороться с болезнью и пройти лечение.
Фильм заканчивается восхождением Донни и выздоравливающего Рокки на «Ступени Рокки» у входа в Художественный музей Филадельфии.

## В ролях
| - Майкл Б. Джордан — Адонис Крид - Сильвестр Сталлоне — Рокки Бальбоа - Тесса Томпсон — Бьянка Тейлор - Филисия Рашад — Мэри Энн Крид - Тони Беллью — Рики «Красавчик» Конлан - Грэм Мактавиш — Томми Холлидей - Вуд Харрис — Тони «Малыш Дюк» Эверс - Андре Уорд — Дэнни «Каскадёр» Уилер - Габриэль Росадо — Лео «Лев» Спорино - Ричи Костер — Пит Спорино | - Алекс Хендерсон — юный Адонис - Джейкоб «Стич» Дюран — в роли самого себя - Малик Базиль — Амир - Деррик Уэбстер — Кевин Гриер - Ханс Марреро — Флорес - Брайан Энтони Уилсон — Джеймс - Тоун Трамп — в роли самого себя - Рикардо «Пэдмен» Макгилл — в роли самого себя - Майкл Баффер — в роли самого себя - Лев Шрайбер — диктор HBO |

Роли дублировали: Станислав Тикунов, Владимир Антоник, Вероника Саркисова, Ольга Кузнецова, Валерий Сторожик, Александр Носков, Михаил Данилюк, Владислав Копп, Артём Маликов, Всеволод Кузнецов, Ирина Киреева, Ксения Большакова, Мария Фортунатова. Режиссёр дубляжа — Всеволод Кузнецов.

## Производство

### Подготовительный период

#### Замысел и съёмочная группа
После выхода на экраны в 2006 году шестой ленты серии «Рокки», сумевшей после шестнадцатилетнего перерыва удачно выступить в мировом прокате и удостоиться преимущественно положительных отзывов кинокритиков, в средствах массовой информации неоднократно появлялись сообщения о планах Сильвестра Сталлоне снять ещё один фильм самой успешной и продолжительной франшизы со своим участием. В мае 2008 года, воодушевившись коммерческим успехом шестой картины, руководство компании Metro-Goldwyn-Mayer Pictures сообщило на Каннском кинофестивале о том, что всерьёз рассматривает возможность появления следующего фильма. Однако в октябре 2009 года Сталлоне официально заявил, что всё же не собирается приступать к съёмкам седьмой картины с очередным возвращением Рокки Бальбоа в качестве боксёра.
По словам Райана Куглера, который был очень близок со своим отцом, ставшим для него наставником и персональным тренером по футболу во время учёбы в колледже, сюжет фильма во многом связан с темой взаимоотношений отцов и сыновей.
Рокки Бальбоа, также потерявшему однажды своего тренера и наставника Микки Голдмилла, который смог заменить ему родного отца, теперь уже самому предстоит выступить в данной роли для Крида-младшего.
В 2012 году начинающий режиссёр Райан Куглер, отметившийся на тот момент лишь четырьмя короткометражными работами и являвшийся со своим покойным отцом большим поклонником серии «Рокки», предложил Сильвестру Сталлоне альтернативную концепцию седьмой ленты, которая не только сможет продолжить события шести предыдущих фильмов о Рокки Бальбоа, не возвращая персонажа на ринг, но и одновременно расскажет побочную историю становления другого боксёра — прямого родственника Аполло Крида, ставшего вторым учеником Рокки после Томми Ганна из пятого фильма серии. Несмотря на то, что амбициозная идея Куглера произвела на Сталлоне положительное впечатление, первоначально он не решился доверить неопытному режиссёру постановку очередного фильма столь значимой серии. Однако международный успех вышедшей в 2013 году дебютной полнометражной работы Куглера — независимой биографической драмы «Станция „Фрутвейл“» — смог развеять все сомнения Сталлоне относительно седьмой картины, после чего он обратился к руководству Metro-Goldwyn-Mayer, а также Роберту Чартоффу и Ирвину Уинклеру, основным продюсерам шести предыдущих фильмов, с предложением о запуске проекта в производство.
24 июля 2013 года Райан Куглер был официально назначен на должность режиссёра. Для операторской работы была приглашена Мариза Альберти — обладательница награды «Независимый дух» за спортивный фильм «Рестлер», который в 2009 году был два раза номинирован на премию «Оскар», а также стал лауреатом премий BAFTA и «Золотой глобус». Продюсерами, осуществлявшими контроль над производством проекта, совместно с Робертом Чартоффом, Ирвином Уинклером и Сильвестром Сталлоне выступили Кевин Кинг Темплтон, работавший со Сталлоне над множеством картин (включая «Рокки Бальбоа», «Забойный реванш» и серию «Неудержимые»); Чарльз Уинклер, тоже участвовавший в создании шестого фильма; а также Уильям Чартофф и Дэвид Уинклер, которые, помимо предыдущей ленты, продюсировали с Чартоффом боевик «Механик» и криминальный триллер «Игрок» соответственно.
Над сценарием картины Райан Куглер работал в соавторстве со своим другом — звуковым дизайнером Аароном Ковингтоном, для которого участие в данном проекте стало первым крупным опытом в карьере. Сильвестр Сталлоне — автор сюжетов и сценариев всех предыдущих фильмов франшизы, номинированный на премии «Оскар», «Золотой глобус» и BAFTA за главную роль и сценарий к оригинальной картине — был также вовлечён в процесс написания сценария седьмого фильма, внеся ряд доработок и корректировок, а также написав каждую сцену и диалог с участием своего персонажа, за что, однако, не был указан в титрах. В декабре 2014 года на своей персональной странице в социальной сети Twitter он официально объявил об окончании работы над сценарием.

#### Актёрский состав
| |  |  |  |  |  |
| Основной актёрский состав фильма: Майкл Б. Джордан, Сильвестр Сталлоне, Тесса Томпсон, Филисия Рашад, Тони Беллью и Грэм Мактавиш |  |  |  |  |  |

В июле 2013 года было объявлено, что «звезда» блокбастера «Фантастическая четвёрка» Майкл Б. Джордан, до этого исполнивший свою первую главную роль в биографической драме Райана Куглера «Станция „Фрутвейл“», ведёт переговоры о том, чтобы сыграть второго ученика Рокки Бальбоа — Адониса Крида, который по первоначальной задумке должен был стать внуком Аполло Крида. Одновременно с этим актёр также проходил прослушивание для участия в седьмой ленте саги «Звёздные войны» и вёл переговоры относительно главной роли в фильме «День независимости: Возрождение», вместо которых предпочёл участие в «Крид: Наследие Рокки». В ноябре 2014 года к актёрскому составу фильма присоединились боксёры Габриэль Росадо, Андре Уорд и Тони Беллью, последний из которых был утверждён на роль главного соперника Крида-младшего — Рики Портера по прозвищу «Красавчик». Впоследствии, однако, стало известно, что Джордан на самом деле сыграет сына Аполло Крида, а не его внука, как сообщалось ранее; кроме того, фамилия персонажа Беллью была изменена на вариант «Конлан». 16 декабря было объявлено, что главную женскую роль в фильме — певицу Бьянку, возлюбленную Крида-младшего — исполнит Тесса Томпсон, а в январе 2015 года стало известно об участии Филисии Рашад, которая сыграла Мэри Энн Крид, супругу покойного Аполло Крида и приёмную мать Адониса, заменив в данной роли ушедшую в 2011 году из жизни Сильвию Милс. Томпсон и Рашад ранее снимались вместе в драме «Песни о любви», тогда как с Майклом Б. Джорданом Рашад работала в 23 эпизоде 3 сезона телесериала «Косби». В том же месяце актёрский состав фильма также пополнился исполнителем роли тренера Рики Конлана — Грэмом Мактавишем, который до ленты «Крид: Наследие Рокки» уже работал с Сильвестром Сталлоне на съёмках фильма «Рэмбо IV», став, таким образом, единственным актёром, сотрудничавшим с ним в обеих франшизах. Вуд Харрис, снимавшийся с Майклом Б. Джорданом в телесериале «Прослушка», получил роль сына Тони «Дюка» Эверса, который выступил в качестве одного из тренеров Дэнни Уилера и отказался тренировать Крида-младшего. В других заметных ролях были задействованы Ричи Костер, сыгравший владельца зала Микки Голдмилла, а также отца и тренера Лео Спорино; Рикардо «Пэдмен» Макгилл, который вошёл в команду тренеров Адониса; боксёр Малик Базиль, исполнивший роль сына Пэдмена и спарринг-партнёра Крида-младшего; и Джейкоб «Стич» Дюран — один из самых известных катменов в истории профессионального бокса и смешанных единоборств, который в шестой ленте отметился лишь эпизодическим участием.
| |  |
| Берт Янг и Тони Бёртон, сыгравшие во всех предыдущих фильмах франшизы, не смогли принять участие в съёмках новой ленты, однако их персонажи были упомянуты по ходу сюжета |  |

В эпизодических ролях в фильме снялись Брайан Энтони Уилсон, Марк Смит, Ханс Марреро, Маурисио Овалье, Фрэнк Пеше, рэп-исполнитель Тоун Трамп, композитор Людвиг Йоранссон и певец Мозес Самни (оба появились в качестве участников музыкальной группы Бьянки), продюсер Кевин Кинг Темплтон, боксёры Деррик Уэбстер и Генри Ланди, телеведущие Тони Корнхайзер и Ханна Сторм, а также Элвис Грант — основатель компании Grant, одной из крупнейших мировых производителей боксёрский перчаток, атрибутика которой была предоставлена для съёмок. Самый известный в мире боксёрский конферансье Майкл Баффер, как и в предыдущих двух картинах, выступил со своей знаменитой фразой «Let’s get ready to rumble!» (рус. «Приготовьтесь к драке!») перед поединком между Кридом-младшим и Рики Конланом. Кроме того, Лев Шрайбер отметился закадровым голосом диктора телеканала HBO, а Джим Лэмпли, Макс Келлерман и Майкл Уилбон (первые двое из которых также принимали участие в шестом фильме) были задействованы в качестве комментаторов.
Драматические события, произошедшие в жизни Рокки Бальбоа после шестой картины, стали причиной отсутствия в седьмом фильме ключевых актёров франшизы. Так, из-за прописанной в сценарии смерти персонажа не был задействован на съёмочной площадке Берт Янг, исполнивший во всех предыдущих лентах роль Поли Пеннино — близкого друга Рокки и родного брата его покойной супруги. По причине плохого самочувствия не смог принять участие в съёмках и Тони Бёртон, который в шести фильмах сыграл Тони «Дюка» Эверса — бывшего тренера и менеджера Аполло Крида, который затем, после гибели своего подопечного во время поединка с Иваном Драго, являлся тренером и менеджером Рокки. Архивные же кадры с участием самого Аполло Крида, роль которого на протяжении четырёх фильмов исполнял Карл Уэзерс, с одобрения актёра были использованы в картине в качестве флешбэк-сцен. Также известно, что в прошлом Уэзерс сам пытался реализовать идею побочного фильма, который сюжетно являлся бы приквелом об Аполло Криде, однако согласие продюсеров актёру получить не удалось.

### Съёмочный период
Основные съёмки фильма стартовали 26 января 2015 года и по традиции проходили в Филадельфии — родине Рокки Бальбоа, ставшей местом действия всех предыдущих лент франшизы. За неделю до этого, 19 января, состоялись первые съёмочные работы, в ходе которых определённая часть сцен была отснята в перерыве футбольного матча с участием клубов «Эвертон» (поклонниками которого являются Сильвестр Сталлоне и Тони Беллью) и «Вест Бромвич Альбион», прошедшего в рамках английской Премьер-лиги на стадионе «Гудисон Парк» в Ливерпуле. В феврале некоторые тренировочные сцены с участием Рокки и Крида-младшего были сняты в Филадельфии в боксёрском клубе Must Fight Boxing Gym, стилизованном по образу и подобию зала Микки Голдмилла, который фигурировал в пяти фильмах франшизы. В том же месяце съёмочные работы также проводились в одном из наиболее популярных ресторанов города — The Victor Cafe, который, равно как и для предыдущего фильма, был преобразован в ресторан имени Эдриан Бальбоа, покойной жены Рокки. Помимо прочего, сообщалось, что съёмки планировалось также провести в Лас-Вегасе и Лондоне. Окончательно съёмочные работы завершились 2 апреля 2015 года.
Для Сильвестра Сталлоне работа над седьмым фильмом оказалась одной из самых тяжёлых в моральном плане. Во время завершающего этапа съёмок актёр был вынужден использовать специальный грим, способный придать его персонажу болезненный вид в заключительной части фильма: «Трудно передать словами свои ощущения, когда садишься на стул перед гримёром одним человеком, а через полтора часа встаёшь с него в образе немощного старика». В целом же «Крид: Наследие Рокки» стал самым масштабным фильмом из всех, что когда-либо снимались на территории Филадельфии: в общей сложности для съёмок было задействовано 42 профессиональных актёра, а также порядка 7 тысяч статистов. Кроме того, в качестве съёмочных локаций использовалось большое количество тех частей города, которые до этого не были показаны ни в одной из предыдущих фильмов франшизы.
Хронометраж седьмого фильма составил 2 часа и 13 минут, что значительно превысило длительность каждого из предыдущих фильмов и сделало «Крид: Наследие Рокки» самым продолжительным во франшизе. Седьмая картина также стала последней в карьере Роберта Чартоффа — одного из основных продюсеров франшизы, ушедшего из жизни спустя два месяца после окончания съёмок, и этот фильм был посвящён ему.

### Монтажно-тонировочный период

#### Музыка
Allmusic  и 
Film Score Scores 
Movie Wave 
Soundtrack Geek 
Для написания музыкального сопровождения фильма был приглашён шведский композитор Людвиг Йоранссон, который ранее уже работал с Райаном Куглером над драмой «Станция „Фрутвейл“». Таким образом, Йоранссон стал третьим композитором франшизы после Винса Диколы, работавшего над четвёртой лентой, и Билла Конти — автора музыки к остальным пяти фильмам. Композиция «Gonna Fly Now», написанная Конти в качестве заглавной музыкальной темы серии «Рокки», стала важной частью в работе над саундтреком и была использована Йоранссоном при создании четырёх произведений — «First Date», «You’re a Creed», «You Can See the Whole Town from Here» и «Last Breath».
Альбом с фоновой музыкой, написанной Йоранссоном, стал доступен в цифровом формате 20 ноября 2015 года на сайте iTunes Store, а релиз на CD состоялся 18 декабря. Отдельный же сборник песен различных рэп-, хип-хоп-, R&B- и соул-исполнителей поступил в продажу в цифровом формате и на CD в один день — 20 ноября. Все композиции из альбома Йоранссона были записаны до конца августа 2015 года на студии Eastwood Scoring Stage, принадлежащей компании Warner Bros. Pictures, в Лос-Анджелесе, штат Калифорния. Две из них — «Waiting for my Moment» и «Grip», в записи которых приняли участие режиссёр Райан Куглер и актриса и певица Тесса Томпсон соответственно — претендовали на попадание в список номинантов кинопремии «Оскар» в категории «Лучшая песня к фильму».
Помимо альбомных композиций и заглавной темы серии «Рокки», в фильме прозвучали: «Going the Distance» Билла Конти, вошедшая в официальный саундтрек к оригинальной ленте, «El Padre Armando» группы Macias & Macias, «24/7 Boxing Theme» Хосе Канселы и Эми Бошама, «Be Alright» Тессы Томпсон, Людвига Йоранссона и DJ Dahi, «Days Undone» группы The Jay Vons, «Gray» группы Gedeon Luke and The People, «Commas» рэп-исполнителя Фьючер, «Throw Caution to the Wind» Ронни Джессера, «E Cosi' Per Non Morire» Лучано Беретты и Elide Suligoj.
В качестве музыкального сопровождения дебютного трейлера фильма была использована композиция «Prisoner 1 & 2», записанная рэп-исполнителем Лупе Фиаско (многократным номинантом на премию «Грэмми»), и короткий пианинный мотив заглавной темы серии «Рокки», который прозвучал в самом конце ролика. Второй полноценный трейлер содержал композицию «Live or Die» от дуэта Кейва Коэна и Майкла Нильсена под названием Ninja Tracks, а также песню «Life» от рэп-исполнителя Big K.R.I.T..

##### Список композиций
| №                   | Название                                                                                | Длительность |
| ------------------- | --------------------------------------------------------------------------------------- | ------------ |
| 1.                  | «Juvy»                                                                                  | 2:19         |
| 2.                  | «Adonis»                                                                                | 2:27         |
| 3.                  | «Meeting Rocky»                                                                         | 4:02         |
| 4.                  | «Conlan (Redemption)»                                                                   | 1:28         |
| 5.                  | «Grip (Interlude)»                                                                      | 2:05         |
| 6.                  | «First Date» (при использовании «Gonna Fly Now» Билла Конти)                            | 2:30         |
| 7.                  | «Moving in with Rocky»                                                                  | 1:20         |
| 8.                  | «Breathe (Interlude)»                                                                   | 2:27         |
| 9.                  | «Front Street Gym»                                                                      | 3:21         |
| 10.                 | «The Sporino Fight»                                                                     | 4:34         |
| 11.                 | «Shed You (Interlude)»                                                                  | 2:40         |
| 12.                 | «I Got You»                                                                             | 1:02         |
| 13.                 | «Rocky Is Sick»                                                                         | 2:17         |
| 14.                 | «Caught in the Shadow»                                                                  | 1:20         |
| 15.                 | «If I Fight, You Fight (Training Montage)»                                              | 4:54         |
| 16.                 | «Boxing Shorts»                                                                         | 1:43         |
| 17.                 | «Conlan Fight»                                                                          | 6:37         |
| 18.                 | «You're a Creed» (при использовании «Gonna Fly Now» и «Going the Distance» Билла Конти) | 4:26         |
| 19.                 | «You Can See the Whole Town from Here» (при использовании «Gonna Fly Now» Билла Конти)  | 2:11         |
| 20.                 | «End Credits — Creed»                                                                   | 3:08         |
| 21.                 | «Creed Suite»                                                                           | 2:36         |
| Общая длительность: | Общая длительность:                                                                     | 59:28        |

| №                   | Название | Исполнитель                                   | Длительность |
| ------------------- | --- | --------------------------------------------- | ------------ |
| 1.                  | «Last Breath» (авторы — Фьючер, Metro Boomin и Людвиг Йоранссон; при использовании «Gonna Fly Now» Билла Конти)     | Фьючер                                        | 3:59         |
| 2.                  | «Check» (авторы — Джошуа Луэллен, Лиланд Уэйн и Meek Mill)                                                          | Meek Mill                                     | 3:15         |
| 3.                  | «Intolerant» (автор — White Dave)                                                                                   | White Dave                                    | 3:35         |
| 4.                  | «The Fire» (авторы — Тарик Коллинз, Ричард Фридрих, Карл Дженкинс и Амир Томпсон)                                   | The Roots совместно с Джоном Леджендом        | 3:42         |
| 5.                  | «Grip» (авторы — Людвиг Йоранссон, Тесса Томпсонх и Сэм Дью)                                                        | Тесса Томпсон                                 | 1:56         |
| 6.                  | «Lord Knows» (авторы — Meek Mill, Tory Lanez и Дэниел Гонсалес)                                                     | Meek Mill совместно с Tory Lanez              | 5:20         |
| 7.                  | «Don't Waste My Time» (авторы — Krept, Konan и A Dot Skitz)                                                         | Krept and Konan                               | 3:25         |
| 8.                  | «Let You Know» (авторы — White Dave, Clif Soulo и Legendvry)                                                        | White Dave совместно с Clif Soulo и Legendvry | 4:33         |
| 9.                  | «Breathe» (авторы — Людвиг Йоранссон, Дональд Гловер и Тесса Томпсон)                                               | Тесса Томпсон                                 | 2:25         |
| 10.                 | «Wake Up Everybody» (авторы — Джин Макфадден, Джон Уайтхед и Виктор Карстарфен)                                     | Harold Melvin & the Blue Notes                | 3:40         |
| 11.                 | «Bridging the Gap» (авторы — Салаам Реми, Нэс и Olu Dara)                                                           | Нэс совместно с Olu Dara                      | 4:01         |
| 12.                 | «Waiting for My Moment» (авторы — Людвиг Йоранссон, Райан Куглер, Винс Стэйплс и Дональд Гловер)                    | Винс Стэйплс, Дженей Айко, Дональд Гловер     | 4:11         |
| 13.                 | «Hail Mary» (авторы — Young Noble, Kastro, Яки Кадафи, Джозеф Пакетт, Тупак Шакур, Hussein Fatal и Hurt-M-Badd)     | Тупак Шакур                                   | 5:10         |
| 14.                 | «In the Kitchen» (авторы — White Dave, Young T и K.E.L.L.S.)                                                        | White Dave совместно с Young T и K.E.L.L.S.   | 5:22         |
| 15.                 | «Shed You» (авторы — Людвиг Йоранссон, Мозес Самни и Тесса Томпсон)                                                 | Тесса Томпсон и Мозес Самни                   | 3:19         |
| 16.                 | «Curry Chicken» (авторы — Joey Badass, Statik Selektah, Брейди Уотт и Энтони Рид)                                   | Joey Badass                                   | 3:34         |
| 17.                 | «Work Ya Muscle» (авторы — Майкл Уильямс, Джеррон Херринг, Сэмюэл Глоаде и Кристофер Ли)                            | Eearz                                         | 3:15         |
| 18.                 | «Lord Knows / Fighting Stronger» (авторы — Meek Mill, Tory Lanez, Дэниел Гонсалес, Людвиг Йоранссон и Райан Куглер) | Meek Mill и Дженей Айко                       | 4:54         |
| Общая длительность: | Общая длительность:                                                                                                 | Общая длительность:                           | 69:11        |

| Краткая информация | Краткая информация |
| --- | --- |
| Creed: Original Motion Picture Score - Дата выпуска: 20 ноября 2015 (ЦД), 18 декабря 2015 (CD) - Записан: 2015 - Жанр: фоновая музыка - Страна: США - Количество композиций: 21 - Длительность: 59:28 - Лейбл: WaterTower Music - Композитор: Людвиг Йоранссон - Хронология альбомов Людвига Йоранссона: · A Merry Friggin' Christmas: Original Motion Picture Soundtrack (предыдущий) · Central Intelligence: Original Motion Picture Soundtrack (следующий) | Creed: Original Motion Picture Soundtrack - Дата выпуска: 20 ноября 2015 (ЦД, CD) - Записан: 2015 - Жанр: рэп, хип-хоп, ритм-н-блюз, соул - Страна: США - Количество композиций: 18 - Длительность: 69:11 - Лейбл: Atlantic Records - Продюсер: Кевин Уивер, Гейб Хилфер, Людвиг Йоранссон - Хронология альбомов франшизы «Рокки»: · Rocky Balboa: The Best of Rocky · Creed: Original Motion Picture Score (предыдущие) |

## Маркетинг

### Название
В России для рекламы и проката ленты было утверждено название «Крид: Наследие Рокки», а в США — «Creed». Также в некоторых средствах массовой информации фильм упоминался под названиями «Рокки 7», «Рокки VII», «Рокки 7: Крид», «Рокки и Крид».
Национальный кинопортал Film.ru (ведущее российское специализированное интернет-издание о кино, выходящее с 1999 года) в своей рецензии на фильм отметил:

Редкий случай в практике наших кинопрокатчиков — российское название картины лучше передаёт её содержание, чем изначальное заглавие фильма. В то время как в Америке лента Райана Куглера именуется просто «Крид», наши прокатчики вставили в заглавие имя Рокки. Пожалуй, им стоило пойти ещё дальше и озаглавить фильм «Рокки 7: Крид». Это было бы честнее по отношению к зрителям, поскольку претензии Куглера на то, что его лента посвящена исключительно Адонису Криду, совершенно необоснованны. Прежде всего «Крид» продолжает историю самого знаменитого экранного боксёра, а не открывает новую страницу боксёрского кино.

### Рекламная кампания
В январе 2015 года Сильвестр Сталлоне снялся в образе Рокки Бальбоа для рекламного ролика кондитерской компании Warburtons, премьера которого состоялась 11 апреля. На следующий день актёр опубликовал на своей странице в Instagram первый официальный кадр из фильма, который также был показан 21 апреля во время шоу «Джимми Киммел в прямом эфире». За день до этого Сильвестр Сталлоне, Майкл Б. Джордан и режиссёр Райан Куглер посетили фестиваль CinemaCon в Лас-Вегасе, где состоялся закрытый показ дебютного тизер-трейлера, который, однако, не был представлен широкой публике. 19 июня в еженедельном номере спортивного журнала Sports Illustrated был опубликован второй официальный кадр фильма, а вскоре после этого, 30 июня, состоялась премьера первого полноценного трейлера. Трейлер также демонстрировался в кинотеатрах перед первыми показами фантастического боевика «Терминатор: Генезис», голливудскую премьеру которого 28 июня лично посетил Сильвестр Сталлоне.
22 июля Сильвестр Сталлоне посетил гала-вечер благотворительного фонда Леонардо Ди Каприо, где во время собственной речи также упомянул и о предстоящем фильме. 17 августа журнал Entertainment Weekly опубликовал в своём еженедельном номере третий официальный кадр. Также в рамках рекламной кампании фильма Майкл Б. Джордан принял участие в выпуске экстремального реалити-шоу «Звёздное выживание с Беаром Гриллсом», вышедшем в эфир телеканала NBC 31 августа. В следующем месяце во время боксёрского поединка между Флойдом Мэйуэзером и Андре Берто, прошедшего в ночь с 12 на 13 сентября на арене MGM Grand в Лас-Вегасе, был представлен 30-секундный телеролик, а днём спустя стал доступен второй полноценный трейлер. 24 сентября состоялась премьера официального кинотеатрального постера в США.
К сорокалетнему юбилею франшизы и выходу седьмого фильма в американский прокат была приурочена премьера одночасовой документальной ленты под названием «From Rocky to Creed: The Legacy Continues» (рус. «От Рокки к Криду: Наследие продолжается»), состоявшаяся 18 ноября на телеканале Epix. Помимо Сильвестра Сталлоне и Майкла Б. Джордана, которые также выступили в качестве нарраторов, в данной документальной картине приняли участие актёры из предыдущих фильмов франшизы — Карл Уэзерс, Дольф Лундгрен и Майло Вентимилья.
19 ноября, за шесть дней до выхода в прокат, состоялась премьера фильма в Лос-Анджелесе (театр Regency Village Theatre, Уэствуд, штат Калифорния), которую, помимо актёрского состава и съёмочной группы, также посетили Карл Уэзерс и Дольф Лундгрен.

#### Мобильная игра
14 октября 2015 года было объявлено о начале сотрудничества между компанией Metro-Goldwyn-Mayer и польским разработчиком видеоигр Vivid Games. Результатом их совместной работы стало создание мобильной игры «Real Boxing 2» в двух версиях — «Real Boxing 2 Creed» и «Real Boxing 2 Rocky», вышедших в жанре спортивного симулятора для популяризации как фильма «Крид: Наследие Рокки», так и франшизы «Рокки» в целом. Созданная после успеха видеоигры «Real Boxing» (первоначально вышедшей на мобильных платформах, а затем и для персональных компьютеров), мобильная игра «Real Boxing 2» была разработана исключительно для операционных систем iOS и Android и стала доступна в ноябре 2015 года (версия «Creed») и марте 2016 года (версия «Rocky»).
Подобно фильму «Крид: Наследие Рокки», в версии «Real Boxing 2 Creed» в качестве действующего боксёра выступил Адонис Крид, в то время как Рокки Бальбоа был задействован в роли тренера Крида-младшего и является неигровым персонажем. Вторая же версия игры, «Real Boxing 2 Rocky», полностью посвящена Рокки Бальбоа и его боксёрскому прошлому, позволяя игрокам сразиться против Апполо Крида, Клаббера Лэнга, Ивана Драго и Мэйсона Диксона — центральных антагонистов из предыдущих фильмов франшизы.

## Прокат

### Кинопрокат
В феврале 2015 года компания Warner Bros. Pictures объявила, что выпустит фильм в широкий кинотеатральный прокат США 25 ноября, в канун Дня благодарения. Вскоре стало известно, что в американском прокате конкуренцию ему составят драмы «Бруклин» (20th Century Fox), «В центре внимания» (Open Road Films) и «Трамбо» (Bleecker Street), мультфильм «Хороший динозавр» (Pixar), комедия «Рождество» (Columbia Pictures), фильм ужасов «Виктор Франкенштейн» (20th Century Fox), а также научно-фантастические драмы «Специальный полуночный выпуск» и «Марсианин» от Warner Bros. Pictures и 20th Century Fox (даты выхода которых, однако, впоследствии были перенесены на 2 октября 2015 года и 18 марта 2016 года) соответственно. Выход картины в российский кинотеатральный прокат был назначен на 14 января 2016 года компанией «Каро Премьер», представителем Warner Bros. Pictures в России.

#### Кассовые сборы
Седьмой фильм франшизы сумел удачно стартовать в американском кинотеатральном прокате. Во время дебютных показов, которые по причине празднования Дня благодарения состоялись вечером 24 ноября 2015 года, он достиг отметки в $ 1,4 млн и установил рекорд для данного предпраздничного периода. В свой первый полноценный прокатный день, 25 ноября, картина заработала $ 6 млн, а в течение четырёх последующих дней — $ 35,2 млн, остановившись на общем показателе в $ 42,6 млн. Таким образом, за первые пять дней проката ей удалось заработать сумму, превышающую производственный бюджет, и превзойти первоначальные ожидания экспертов, предсказывавших результат в $ 35 млн. Суммарные сборы от проката в кинотеатрах США составили $ 109,8 млн.
На международном рынке картине удалось заработать в целом $ 63,8 млн, из которых $ 11,6 млн во Франции, $ 8,2 млн в Великобритании, $ 6 млн в Италии, $ 5 млн в Австралии, $ 3,2 млн в Германии и $ 795 тыс. в России. Общая сумма сборов в мировом кинотеатральном прокате составила $ 173,6 млн.

### Пиратство
В декабре 2015 года промокопии фильма, а также ряда других картин, являвшихся потенциальными номинантами на премию «Оскар», были выложены злоумышленниками в Интернет. Среди пострадавших от пиратства фильмов «Крид: Наследие Рокки» стал третьим по скачиваемости (после картин «Выживший» и «Омерзительная восьмёрка») и за первые же сутки был загружен полмиллиона раз.

### Видеопрокат
Выход фильма на физических носителях (DVD и Blu-ray) в США состоялся 1 марта 2016 года. Общая сумма сборов от продаж DVD- и Blu-ray-изданий фильма в США составляет 30 486 097 долларов.

## Реакция

### Отзывы
«Сталлоне не зря согласился на продолжение и дал шанс новичку — фильм получился ладно скроенным, динамичным, одним из лучших во франшизе», — Елена Кравцун, газета «Коммерсантъ».
«Удачный сиквел „Рокки“, которому, однако, далеко до классической картины, с которой начался цикл. <…> Пожалуй, это лучший из всех сиквелов „Рокки“. Но чем больше фильм пытается представить Крида-младшего новым Рокки из самого первого фильма, тем яснее становится, что до этого персонажа герою Майкла Б. Джордана как до Луны», — Борис Иванов, интернет-портал Film.ru.
«Удивительно, (мешает сложившийся стереотип, что сиквел в основном проигрывает предыдущим частям), но седьмое продолжение боксёрской истории съёмочной группе удалось сотворить совершенно необыкновенно-захватывающим. Логично и интересно продуманные сюжетные линии, одновременно завершают киноленту и объединяют предыдущие части в единое целое», — Анастасия Миронова, газета «Новый взгляд».
«Новый „Рокки“: с одной стороны — круто, с другой — не хватит ли? <…> „Крид: Наследие Рокки“ — в высшей степени предсказуемый, если не сказать шаблонный, фильм. В нём хорошее сражается с ещё лучшим, а за кажущейся брутальностью сюжета скрыта, причём не очень тщательно, откровенная сентиментальность. Что с того? На подобные спортивные драмы, продолжающие уже культовую серию старых фильмов, зритель ходит не за новизной, а за сладостным узнаванием. <…> Самое же главное — не меркнущая, а таинственным образом только крепчающая с годами харизма самого Сталлоне в самой его любимой роли: герой здесь сражается с раком так же отважно, как его подопечный — с соперниками», — Антон Долин, радиостанция «Вести ФМ».

### Награды и номинации
| Год  | Премия                                               | Категория                                                             | Номинант                             | Результат          |
| ---- | ---------------------------------------------------- | --------------------------------------------------------------------- | ------------------------------------ | ------------------ |
| 2015 | Ассоциация афроамериканских кинокритиков             | «Десять лучших фильмов»                                               | «Крид: Наследие Рокки»               | Попадание в список |
| 2015 | Ассоциация афроамериканских кинокритиков             | «Лучший режиссёр»                                                     | Райан Куглер                         | Победа             |
| 2015 | Ассоциация афроамериканских кинокритиков             | «Лучшая женская роль второго плана»                                   | Тесса Томпсон                        | Победа             |
| 2015 | Ассоциация афроамериканских кинокритиков             | «Самое яркое исполнение роли»                                         | Майкл Б. Джордан                     | Победа             |
| 2015 | Ассоциация киножурналистов Индианы                   | «Лучший фильм»                                                        | «Крид: Наследие Рокки»               | Номинация          |
| 2015 | Ассоциация киножурналистов Индианы                   | «Лучший режиссёр»                                                     | Райан Куглер                         | Номинация          |
| 2015 | Ассоциация киножурналистов Индианы                   | «Лучшая мужская роль второго плана»                                   | Сильвестр Сталлоне                   | Номинация          |
| 2015 | Ассоциация кинокритиков Вашингтона                   | «Лучшая мужская роль второго плана»                                   | Сильвестр Сталлоне                   | Номинация          |
| 2015 | Ассоциация кинокритиков Лос-Анджелеса                | «Новое поколение»                                                     | Райан Куглер                         | Победа             |
| 2015 | Ассоциация кинокритиков Остина                       | «Лучшая мужская роль»                                                 | Майкл Б. Джордан                     | Номинация          |
| 2015 | Ассоциация кинокритиков Остина                       | «Лучшая мужская роль второго плана»                                   | Сильвестр Сталлоне                   | Победа             |
| 2015 | Ассоциация кинокритиков Сент-Луиса                   | «Лучшая мужская роль второго плана»                                   | Сильвестр Сталлоне                   | Победа             |
| 2015 | Ассоциация кинокритиков Сент-Луиса                   | «Лучший адаптированный сценарий»                                      | Райан Куглер и Аарон Ковингтон       | Номинация          |
| 2015 | Ассоциация кинокритиков Сент-Луиса                   | «Лучшая сцена»                                                        | Первый профессиональный бой Адониса  | Номинация          |
| 2015 | Ассоциация кинокритиков Чикаго                       | «Лучшая мужская роль второго плана»                                   | Сильвестр Сталлоне                   | Номинация          |
| 2015 | Ассоциация кинокритиков Юты                          | «Лучшая мужская роль второго плана»                                   | Сильвестр Сталлоне                   | Победа             |
| 2015 | Ассоциация онлайн-кинокритиков Бостона               | «Десять лучших фильмов»                                               | «Крид: Наследие Рокки»               | Попадание в список |
| 2015 | Ассоциация онлайн-кинокритиков Бостона               | «Лучшая мужская роль»                                                 | Майкл Б. Джордан                     | Победа             |
| 2015 | Ассоциация онлайн-кинокритиков Бостона               | «Лучшая мужская роль второго плана»                                   | Сильвестр Сталлоне                   | Победа             |
| 2015 | Ассоциация онлайн-кинокритиков Нью-Йорка             | «Лучший режиссёр»                                                     | Райан Куглер                         | Номинация          |
| 2015 | Ассоциация онлайн-кинокритиков Нью-Йорка             | «Лучшая мужская роль второго плана»                                   | Сильвестр Сталлоне                   | Номинация          |
| 2015 | Национальный совет кинокритиков США                  | «Десять лучших фильмов»                                               | «Крид: Наследие Рокки»               | Попадание в список |
| 2015 | Национальный совет кинокритиков США                  | «Лучшая мужская роль второго плана»                                   | Сильвестр Сталлоне                   | Победа             |
| 2015 | Общество кинокритиков Бостона                        | «Лучшая мужская роль второго плана»                                   | Сильвестр Сталлоне                   | Вице-победитель    |
| 2015 | Общество кинокритиков Бостона                        | «Лучшая музыка к фильму»                                              | Людвиг Йоранссон                     | Вице-победитель    |
| 2015 | Общество кинокритиков Ванкувера                      | «Лучшая мужская роль второго плана»                                   | Сильвестр Сталлоне                   | Номинация          |
| 2015 | Общество кинокритиков Канзас-Сити                    | «Лучшая мужская роль второго плана»                                   | Сильвестр Сталлоне                   | Номинация          |
| 2015 | Общество кинокритиков Лас-Вегаса                     | «Лучший фильм»                                                        | «Крид: Наследие Рокки»               | Номинация          |
| 2015 | Общество кинокритиков Лас-Вегаса                     | «Лучший режиссёр»                                                     | Райан Куглер                         | Номинация          |
| 2015 | Общество кинокритиков Лас-Вегаса                     | «Лучшая мужская роль второго плана»                                   | Сильвестр Сталлоне                   | Победа             |
| 2015 | Общество кинокритиков Сан-Франциско                  | «Лучшая мужская роль второго плана»                                   | Сильвестр Сталлоне                   | Номинация          |
| 2015 | Общество кинокритиков Феникса                        | «Лучшая мужская роль второго плана»                                   | Сильвестр Сталлоне                   | Победа             |
| 2015 | Общество кинокритиков Флориды                        | «Лучшая мужская роль второго плана»                                   | Сильвестр Сталлоне                   | Номинация          |
| 2015 | Общество онлайн-кинокритиков                         | «Лучшая мужская роль»                                                 | Майкл Б. Джордан                     | Номинация          |
| 2015 | Общество онлайн-кинокритиков                         | «Лучшая мужская роль второго плана»                                   | Сильвестр Сталлоне                   | Номинация          |
| 2015 | Общество темнокожих кинокритиков                     | «Лучший фильм»                                                        | «Крид: Наследие Рокки»               | Победа             |
| 2015 | Общество темнокожих кинокритиков                     | «Лучшая мужская роль»                                                 | Майкл Б. Джордан                     | Победа             |
| 2015 | Общество темнокожих кинокритиков                     | «Лучшая мужская роль второго плана»                                   | Сильвестр Сталлоне                   | Победа             |
| 2015 | Общество темнокожих кинокритиков                     | «Лучшая женская роль второго плана»                                   | Тесса Томпсон                        | Победа             |
| 2015 | Юго-восточная Ассоциация кинокритиков                | «Лучшая мужская роль второго плана»                                   | Сильвестр Сталлоне                   | Победа             |
| 2016 | Альянс женщин-киножурналистов                        | «Лучшая мужская роль второго плана»                                   | Сильвестр Сталлоне                   | Номинация          |
| 2016 | Ассоциация кинокритиков Айовы                        | «Лучшая мужская роль второго плана»                                   | Сильвестр Сталлоне                   | Номинация          |
| 2016 | Ассоциация кинокритиков Джорджии                     | «Лучший режиссёр»                                                     | Райан Куглер                         | Номинация          |
| 2016 | Ассоциация кинокритиков Джорджии                     | «Лучшая мужская роль»                                                 | Майкл Б. Джордан                     | Номинация          |
| 2016 | Ассоциация кинокритиков Джорджии                     | «Лучшая мужская роль второго плана»                                   | Сильвестр Сталлоне                   | Победа             |
| 2016 | Ассоциация кинокритиков Северной Каролины            | «Лучшая мужская роль второго плана»                                   | Сильвестр Сталлоне                   | Номинация          |
| 2016 | Ассоциация кинокритиков Центрального Огайо           | «Лучшая мужская роль второго плана»                                   | Сильвестр Сталлоне                   | Номинация          |
| 2016 | «Золотой глобус»                                     | «Лучшая мужская роль второго плана»                                   | Сильвестр Сталлоне                   | Победа             |
| 2016 | «Золотая малина»                                     | «Приз за восстановление репутации»                                    | Сильвестр Сталлоне                   | Победа             |
| 2016 | «Золотой трейлер»                                    | «Лучшая графика в телеролике»                                         | Warner Bros. Pictures и The Refinery | Номинация          |
| 2016 | «Империя»                                            | «Лучший режиссёр»                                                     | Райан Куглер                         | Номинация          |
| 2016 | «Империя»                                            | «Лучшая мужская роль»                                                 | Майкл Б. Джордан                     | Номинация          |
| 2016 | Международный кинофестиваль в Санта-Барбаре          | «Почётная премия»                                                     | Сильвестр Сталлоне                   | Победа             |
| 2016 | Национальное общество кинокритиков США               | «Лучшая мужская роль»                                                 | Майкл Б. Джордан                     | Победа             |
| 2016 | Национальное общество кинокритиков США               | «Лучшая мужская роль второго плана»                                   | Сильвестр Сталлоне                   | Номинация          |
| 2016 | Общество кинокритиков Денвера                        | «Лучшая мужская роль второго плана»                                   | Сильвестр Сталлоне                   | Победа             |
| 2016 | Общество кинокритиков Оклахомы                       | «Лучшая мужская роль второго плана»                                   | Сильвестр Сталлоне                   | Победа             |
| 2016 | Общество кинокритиков Сиэтла                         | «Лучшая мужская роль»                                                 | Майкл Б. Джордан                     | Номинация          |
| 2016 | Общество кинокритиков Сиэтла                         | «Лучшая мужская роль второго плана»                                   | Сильвестр Сталлоне                   | Номинация          |
| 2016 | Общество кинокритиков Сиэтла                         | «Лучшая песня к фильму»                                               | «Grip»                               | Победа             |
| 2016 | Общество кинокритиков Хьюстона                       | «Лучшая мужская роль второго плана»                                   | Сильвестр Сталлоне                   | Номинация          |
| 2016 | «Оскар»                                              | «Лучшая мужская роль второго плана»                                   | Сильвестр Сталлоне                   | Номинация          |
| 2016 | Премия Гильдии музыкальных супервайзеров             | «Лучший выбор музыки в фильме с бюджетом более 25 миллионов долларов» | Гейб Хилфер                          | Номинация          |
| 2016 | Премия Гильдии специалистов по местам съёмок фильмов | «Выдающиеся локации для современного фильма»                          | Патрисия Таггарт и Дэн Горман        | Номинация          |
| 2016 | «Спутник»                                            | «Лучшая мужская роль второго плана»                                   | Сильвестр Сталлоне                   | Номинация          |
| 2016 | AARP Awards — Movies for Grownups Awards             | «Лучшая мужская роль второго плана»                                   | Сильвестр Сталлоне                   | Номинация          |
| 2016 | All Def Movie Awards                                 | «Лучший фильм»                                                        | «Крид: Наследие Рокки»               | Номинация          |
| 2016 | All Def Movie Awards                                 | «Лучший режиссёр»                                                     | Райан Куглер                         | Победа             |
| 2016 | All Def Movie Awards                                 | «Лучшая мужская роль»                                                 | Майкл Б. Джордан                     | Победа             |
| 2016 | BET Awards                                           | «Лучший фильм»                                                        | «Крид: Наследие Рокки»               | Номинация          |
| 2016 | Black Reel Awards                                    | «Лучший фильм»                                                        | «Крид: Наследие Рокки»               | Победа             |
| 2016 | Black Reel Awards                                    | «Лучший режиссёр»                                                     | Райан Куглер                         | Победа             |
| 2016 | Black Reel Awards                                    | «Лучшая мужская роль»                                                 | Майкл Б. Джордан                     | Победа             |
| 2016 | Black Reel Awards                                    | «Лучшая женская роль второго плана»                                   | Тесса Томпсон                        | Победа             |
| 2016 | Black Reel Awards                                    | «Лучший актёрский ансамбль»                                           | «Крид: Наследие Рокки»               | Номинация          |
| 2016 | Black Reel Awards                                    | «Лучший сценарий»                                                     | Райан Куглер и Аарон Ковингтон       | Победа             |
| 2016 | Black Reel Awards                                    | «Лучшая музыка к фильму»                                              | Людвиг Йоранссон                     | Номинация          |
| 2016 | Black Reel Awards                                    | «Лучшая песня к фильму»                                               | «Waiting for My Moment»              | Номинация          |
| 2016 | Black Reel Awards                                    | «Лучшая песня к фильму»                                               | «Grip»                               | Номинация          |
| 2016 | Critics’ Choice Movie Awards                         | «Лучшая мужская роль второго плана»                                   | Сильвестр Сталлоне                   | Победа             |
| 2016 | Gold Derby Awards                                    | «Лучшая мужская роль второго плана»                                   | Сильвестр Сталлоне                   | Победа             |
| 2016 | Golden Reel Awards                                   | «Лучший монтаж звука: Музыка в худ. фильме»                           | Рональд Уэбб                         | Номинация          |
| 2016 | Golden Schmoes Awards                                | «Открытие года»                                                       | «Крид: Наследие Рокки»               | Победа             |
| 2016 | Golden Schmoes Awards                                | «Лучшая мужская роль»                                                 | Майкл Б. Джордан                     | Номинация          |
| 2016 | Golden Schmoes Awards                                | «Лучшая мужская роль второго плана»                                   | Сильвестр Сталлоне                   | Победа             |
| 2016 | Hochi Film Awards                                    | «Лучший фильм на иностранном языке»                                   | Райан Куглер                         | Победа             |
| 2016 | IFMCA Awards                                         | «Прорыв года»                                                         | Людвиг Йоранссон                     | Номинация          |
| 2016 | IFMCA Awards                                         | «Лучшая музыка к драматическому фильму»                               | Людвиг Йоранссон                     | Номинация          |
| 2016 | MTV Movie Awards                                     | «Лучший фильм»                                                        | «Крид: Наследие Рокки»               | Номинация          |
| 2016 | MTV Movie Awards                                     | «Лучшая мужская роль»                                                 | Майкл Б. Джордан                     | Номинация          |
| 2016 | NAACP Image Award                                    | «Артист года»                                                         | Майкл Б. Джордан                     | Победа             |
| 2016 | NAACP Image Award                                    | «Лучший фильм»                                                        | «Крид: Наследие Рокки»               | Номинация          |
| 2016 | NAACP Image Award                                    | «Лучшая мужская роль»                                                 | Майкл Б. Джордан                     | Победа             |
| 2016 | NAACP Image Award                                    | «Лучшая женская роль второго плана»                                   | Филисия Рашад                        | Победа             |
| 2016 | NAACP Image Award                                    | «Лучшая женская роль второго плана»                                   | Тесса Томпсон                        | Номинация          |
| 2016 | NAACP Image Award                                    | «Лучший режиссёр»                                                     | Райан Куглер                         | Победа             |
| 2016 | NAACP Image Award                                    | «Лучший сценарий»                                                     | Райан Куглер и Аарон Ковингтон       | Победа             |
| 2017 | «Юпитер»                                             | «Лучший международный актёр»                                          | Сильвестр Сталлоне                   | Номинация          |

## Продолжение
29 октября 2015 года, менее чем за месяц до выхода фильма в прокат, было объявлено о том, что в случае кассового успеха продюсер Ирвин Уинклер и режиссёр Райан Куглер намерены снять два последующих сиквела и создать, таким образом, полноценную трилогию о Криде-младшем. Спустя несколько дней, во время пресс-конференции возле Художественного музея Филадельфии, данную информацию подтвердил и Сильвестр Сталлоне, заявив о готовности вернуться к роли Рокки Бальбоа в будущем. Майкл Б. Джордан, в свою очередь, также выразил желание поработать со Сталлоне и Тессой Томпсон в продолжении картины.
В январе 2016 года Сталлоне и руководитель компании Metro-Goldwyn-Mayer Гари Барбер сообщили о том, что сиквел уже находится в стадии разработки, а предварительная дата выхода намечена на ноябрь 2017 года. Райан Куглер тем временем был назначен на должность постановщика фильма «Чёрная пантера» от Marvel Studios, что сделало невозможным его участие в продолжении в качестве режиссёра. Однако не исключалось, что Куглер станет исполнительным продюсером сиквела, а также соавтором предполагаемого сценария, способного вернуть Карла Уэзерса (принимавшего участие в рекламной кампании предыдущего фильма) для съёмок флешбэк-сцены с Аполло Кридом и Рокки Бальбоа при использовании CGI-технологий. Вместе с тем была озвучена и альтернативная идея для сценария, согласно которой сюжет сиквела будет иметь сходство с четвёртым фильмом франшизы и расскажет о подготовке Рокки и Крида-младшего к поединку против некоего русского боксёра. Сообщалось также о возможном появлении сына Рокки Бальбоа, Роберта, роль которого в шестой картине исполнил Майло Вентимилья.